# Paulo Sousa
Paulo Manuel Carvalho Sousa (Viseu, Portugal; 30 de agosto de 1970) es un exjugador de fútbol y entrenador portugués. Actualmente dirige al Shabab Al-Ahli de la UAE Pro League.

## Trayectoria como jugador
A nivel de clubes, Paulo Sousa jugó en el Benfica (1989-93), Sporting (1993-94), Juventus de Turín (1994-96), Borussia Dortmund (1996-98), Inter de Milán (1998-99), Parma (2000), Panathinaikos FC (2000-01) y Espanyol (2002). Tiene el mérito de haber ganado la Champions League dos veces consecutivas con dos equipos distintos, con la Juventus de Turín en 1996 y con el Borussia Dortmund en 1997, "récord" que comparte con Gerard Piqué, Marcel Desailly y Samuel Eto'o.
Fue miembro de la famosa selección portuguesa que ganó el campeonato del mundo juvenil en 1989 deslumbrando al mundo por su espectacular talento. Vistió la camiseta de la selección absoluta portuguesa en 51 ocasiones, incluyendo las Eurocopas de 1996 y 2000, así como la Copa Mundial de Fútbol de 2002 (donde no llegó a debutar).
Tras sufrir varias lesiones graves, se retiró pronto, a la edad de 31 años.

## Selección nacional
Fue internacional con la Selección de fútbol de Portugal en 51 ocasiones, en las que no anotó ningún gol.

### Participaciones en Copas del Mundo
| Mundial                        | Sede                  | Resultado    |
| ------------------------------ | --------------------- | ------------ |
| Copa Mundial de Fútbol de 2002 | Corea del Sur y Japón | Primera fase |

### Participaciones en Eurocopa
| Eurocopa      | Sede                   | Resultado        |
| ------------- | ---------------------- | ---------------- |
| Eurocopa 1996 | Inglaterra             | Cuartos de final |
| Eurocopa 2000 | Países Bajos y Bélgica | Semifinal        |

## Trayectoria como entrenador
Comenzó trabajando de entrenador asistente de la selección portuguesa.

#### Queens Park Rangers
Habiendo comenzado la temporada 2008-2009, se hizo cargo del Queens Park Rangers de la Championship inglesa, hasta que fue cesado el 9 de abril de 2009.

#### Swansea City
Firmó como entrenador del Swansea City, también de la Championship inglesa, para la temporada 2009-2010. Dejó el club al terminar la temporada como 7.º clasificado.

#### Leicester City
Para la temporada 2010-2011, fue nombrado entrenador del Leicester City. No obtuvo buenos resultados, ya que llegó a ser colista de la Segunda División inglesa, y finalmente fue sustituido por Sven-Göran Eriksson el 1 de octubre de 2010.

#### Videoton FC
Para la temporada 2011-2012, el técnico portugués Paulo Sousa se comprometió por tres temporadas con el Videoton, vigente Campeón de Hungría. Ganó la Ligakupa en su primer curso, pero dejó la entidad en enero de 2013 por motivos familiares.

#### Maccabi Tel Aviv
En junio de 2013, accedió al cargo de entrenador del Maccabi Tel Aviv, conquistando la Premier League de Israel en su única temporada al frente del equipo.

#### FC Basel
En junio de 2014, se convirtió en nuevo técnico del FC Basel; del que se desvinculó un año después, tras llevar al equipo a octavos de final de la Liga de Campeones y a ganar la Super Liga Suiza.

#### ACF Fiorentina
En junio de 2015, fue anunciado como nuevo preparador de la Fiorentina. Tuvo un comienzo ilusionante al mando del conjunto viola, situándose como líder de la Serie A en la 6.ª jornada, aunque concluyó la primera vuelta del campeonato en 4.ª posición y sufrió una sorprendente eliminación en octavos de final de la Copa de Italia ante el modesto Carpi. Finalmente, la Fiorentina cayó en dieciseisavos de final de la Liga Europa ante el Tottenham Hotspur y terminó la Serie A como 5.º clasificado.
En la temporada siguiente, fue eliminado en dieciseisavos de final de la Liga Europa y sólo pudo obtener la 8.ª posición en la Serie A, por lo que no fue renovado.

#### Tianjin Quanjian
El 6 de noviembre de 2017, fue presentado como nuevo técnico del Tianjin Quanjian de la Super Liga China. Abandonó la entidad el 4 de octubre de 2018, tras menos de una temporada en el cargo.

#### Girondins de Bordeaux
El 8 de marzo de 2019, firmó un contrato que le vinculaba al Girondins de Burdeos de la Ligue 1 de Francia hasta 2022. Dirigió al equipo francés en los 10 últimos partidos de la Ligue 1, sumando 8 puntos y finalizando en la 14.ª posición de la tabla. Continuó en el banquillo del Stade Matmut Atlantique en la temporada siguiente, logrando el 12.º puesto en la Ligue 1. El 10 de agosto de 2020, llegó a un acuerdo con el club para rescindir su contrato.

#### Selección de Polonia
El 21 de enero de 2021, fue contratado para dirigir a la Selección de Polonia.

#### Flamengo
El 29 de diciembre de 2021, se hizo oficial su fichaje por el Flamengo, abandonando el cargo de seleccionador de Polonia. El 10 de junio de 2022, después de un flojo inicio en el Brasileirão, el club anunció su marcha.

#### Salernitana
El 15 de febrero de 2023, la US Salernitana anunció su llegada como nuevo técnico, logrando la permanencia. Sin embargo, el 10 de octubre de 2023, tras un comienzo negativo en la Serie A 2023-24, fue despedido del club con efecto inmediato.

#### Shabab Al-Ahli
El 30 de junio de 2024, fue oficializado como entrenador del Shabab Al-Ahli y firmó por una temporada. En la temporada 2024/25, Paulo Sousa llevó al Shabab Al-Ahli a una campaña histórica, conquistando cuatro trofeos: la Liga (UAE Pro League), la Copa del Presidente de los Emiratos, la Supercopa de los Emiratos y la Supercopa Emiratos/Qatar (UAE/Qatar Challenge Shield). Fue la primera vez que el club ganó, en una misma temporada, la liga, la copa y la supercopa de los Emiratos. 
A nivel estadístico, el equipo marcó 111 goles y recibió 55, terminando con una diferencia de goles de +56. Además, estableció la racha invicta más larga en la historia del fútbol emiratí, con 33 partidos sin perder — un logro que también representó la racha invicta más larga del mundo en la temporada 2024/25.  Asimismo, sumó 38 puntos en la primera vuelta del campeonato, el mejor registro de la historia de la liga emiratí.

## Clubes y estadísticas

### Como jugador
| Club              | País     | Año         | Partidos | Goles |
| ----------------- | -------- | ----------- | -------- | ----- |
| SL Benfica        | Portugal | 1989 - 1993 | 87       | 1     |
| Sporting CP       | Portugal | 1993 - 1994 | 31       | 2     |
| Juventus FC       | Italia   | 1994 - 1996 | 54       | 1     |
| Borussia Dortmund | Alemania | 1996 - 1997 | 27       | 1     |
| Inter de Milán    | Italia   | 1998 - 1999 | 31       | 0     |
| Parma FC          | Italia   | 2000        | 8        | 0     |
| Panathinaikos FC  | Grecia   | 2000 - 2001 | 10       | 1     |
| RCD Espanyol      | España   | 2002        | 9        | 0     |

### Como entrenador

##### Clubes
| Equipo                         | Div.         | Temporada    | Liga  | Liga | Liga | Liga | Liga |       | Copa | Copa | Copa | Copa  |    | Internacional | Internacional | Internacional | Internacional | Internacional |   | Otros | Otros | Otros | Otros |     | Totales     | Totales | Totales | Totales | Totales | Totales | Totales | Totales |
| Equipo                         | Div.         | Temporada    | Part. | G    | E    | P    | Pos. | Part. | G    | E    | P    | Part. | G  | E             | P             | Pos.          | Part.         | G             | E | P     | Part. | G     | E     | P   | Rendimiento | GF      | GC      | Dif.    |         |         |         |         |
| ------------------------------ | ------------ | ------------ | ----- | ---- | ---- | ---- | ---- | ----- | ---- | ---- | ---- | ----- | -- | ------------- | ------------- | ------------- | ------------- | ------------- | - | ----- | ----- | ----- | ----- | --- | ----------- | ------- | ------- | ------- | ------- | ------- | ------- | ------- |
| Queens Park Rangers Inglaterra | 2.ª          | 2008-09      | 24    | 7    | 11   | 6    | Inc. | 2     | 0    | 1    | 1    | -     | -  | -             | -             | -             | -             | -             | - | -     | 26    | 7     | 12    | 7   | 42.3%       | 23      | 24      | -1      |         |         |         |         |
| Queens Park Rangers Inglaterra | Total        | Total        | 24    | 7    | 11   | 6    | -    | 2     | 0    | 1    | 1    | -     | -  | -             | -             | -             | -             | -             | - | -     | 26    | 7     | 12    | 7   | 42.3%       | 23      | 24      | -1      |         |         |         |         |
| Swansea City Gales             | 2.ª          | 2009-10      | 46    | 17   | 18   | 11   | 7.º  | 3     | 1    | 0    | 2    | -     | -  | -             | -             | -             | -             | -             | - | -     | 49    | 18    | 18    | 13  | 48.97%      | 45      | 41      | +4      |         |         |         |         |
| Swansea City Gales             | Total        | Total        | 46    | 17   | 18   | 11   | -    | 3     | 1    | 0    | 2    | -     | -  | -             | -             | -             | -             | -             | - | -     | 49    | 18    | 18    | 13  | 48.97%      | 45      | 41      | +4      |         |         |         |         |
| Leicester City Inglaterra      | 2.ª          | 2010-11      | 9     | 1    | 2    | 6    | Inc. | 3     | 3    | 0    | 0    | -     | -  | -             | -             | -             | -             | -             | - | -     | 12    | 4     | 2     | 6   | 38.89%      | 18      | 27      | -9      |         |         |         |         |
| Leicester City Inglaterra      | Total        | Total        | 9     | 1    | 2    | 6    | -    | 3     | 3    | 0    | 0    | -     | -  | -             | -             | -             | -             | -             | - | -     | 12    | 4     | 2     | 6   | 38.89%      | 18      | 27      | -9      |         |         |         |         |
| Fehérvár · Hungría             | 1.ª          | 2011-12      | 30    | 21   | 3    | 6    | 2.º  | 18    | 13   | 3    | 2    | 2     | 1  | 0             | 1             | 2.ªF          | 1             | 1             | 0 | 0     | 51    | 36    | 6     | 9   | 74.51%      | 96      | 35      | +61     |         |         |         |         |
| Fehérvár · Hungría             | 1.ª          | 2012-13      | 17    | 7    | 5    | 5    | Inc. | 7     | 5    | 1    | 1    | 12    | 4  | 4             | 4             | FG            | 1             | 0             | 1 | 0     | 37    | 16    | 11    | 10  | 53.15%      | 44      | 28      | +16     |         |         |         |         |
| Fehérvár · Hungría             | Total        | Total        | 47    | 28   | 8    | 11   | -    | 25    | 18   | 4    | 3    | 14    | 5  | 4             | 5             | -             | 2             | 1             | 1 | 0     | 88    | 52    | 17    | 19  | 65.53%      | 140     | 63      | +77     |         |         |         |         |
| Maccabi Tel Aviv Israel        | 1.ª          | 2013-14      | 36    | 26   | 6    | 4    | 1.º  | 1     | 0    | 0    | 1    | 12    | 5  | 4             | 3             | 1/16          | -             | -             | - | -     | 49    | 31    | 10    | 8   | 70.07%      | 91      | 45      | +56     |         |         |         |         |
| Maccabi Tel Aviv Israel        | Total        | Total        | 36    | 26   | 6    | 4    | -    | 1     | 0    | 0    | 1    | 12    | 5  | 4             | 3             | -             | -             | -             | - | -     | 49    | 31    | 10    | 8   | 70.07%      | 91      | 45      | +36     |         |         |         |         |
| Basilea · Suiza                | 1.ª          | 2014-15      | 36    | 24   | 6    | 6    | 1.º  | 6     | 5    | 0    | 1    | 8     | 2  | 2             | 4             | 1/8           | -             | -             | - | -     | 50    | 31    | 8     | 11  | 67.33%      | 112     | 60      | +52     |         |         |         |         |
| Basilea · Suiza                | Total        | Total        | 36    | 24   | 6    | 6    | -    | 6     | 5    | 0    | 1    | 8     | 2  | 2             | 4             | -             | -             | -             | - | -     | 50    | 31    | 8     | 11  | 67.33%      | 112     | 60      | +52     |         |         |         |         |
| Fiorentina · Italia            | 1.ª          | 2015-16      | 38    | 18   | 10   | 10   | 5.º  | 1     | 0    | 0    | 1    | 8     | 3  | 2             | 3             | 1/16          | -             | -             | - | -     | 47    | 21    | 12    | 14  | 53.19%      | 72      | 53      | +19     |         |         |         |         |
| Fiorentina · Italia            | 1.ª          | 2016-17      | 38    | 16   | 12   | 10   | 8.º  | 2     | 1    | 0    | 1    | 8     | 5  | 1             | 2             | 1/16          | -             | -             | - | -     | 48    | 22    | 13    | 13  | 54.86%      | 82      | 68      | +14     |         |         |         |         |
| Fiorentina · Italia            | Total        | Total        | 76    | 34   | 22   | 20   | -    | 3     | 1    | 0    | 2    | 16    | 8  | 3             | 5             | -             | -             | -             | - | -     | 95    | 43    | 25    | 27  | 54.03%      | 154     | 121     | +33     |         |         |         |         |
| Tianjin Tianhai China          | 1.ª          | 2018         | 24    | 7    | 6    | 11   | Inc. | 2     | 1    | 1    | 0    | 11    | 5  | 3             | 3             | 1/4           | -             | -             | - | -     | 37    | 13    | 10    | 14  | 44.15%      | 51      | 58      | -7      |         |         |         |         |
| Tianjin Tianhai China          | Total        | Total        | 24    | 7    | 6    | 11   | -    | 2     | 1    | 1    | 0    | 11    | 5  | 3             | 3             | -             | -             | -             | - | -     | 37    | 13    | 10    | 14  | 44.15%      | 51      | 58      | -7      |         |         |         |         |
| Girondins Bordeaux Francia     | 1.ª          | 2018-19      | 10    | 2    | 2    | 6    | 14.º | -     | -    | -    | -    | -     | -  | -             | -             | -             | -             | -             | - | -     | 10    | 2     | 2     | 6   | 26.67%      | 7       | 12      | -5      |         |         |         |         |
| Girondins Bordeaux Francia     | 1.ª          | 2019-20      | 28    | 9    | 10   | 9    | 12.º | 4     | 2    | 0    | 2    | -     | -  | -             | -             | -             | -             | -             | - | -     | 32    | 11    | 10    | 11  | 44.8%       | 46      | 39      | +7      |         |         |         |         |
| Girondins Bordeaux Francia     | Total        | Total        | 38    | 11   | 12   | 15   | -    | 4     | 2    | 0    | 2    | -     | -  | -             | -             | -             | -             | -             | - | -     | 42    | 13    | 12    | 17  | 40.47%      | 53      | 51      | +2      |         |         |         |         |
| Flamengo · Brasil              | 1.ª          | 2022         | 10    | 3    | 3    | 4    | Inc. | 15    | 11   | 2    | 2    | 6     | 5  | 1             | 0             | Inc.          | 1             | 0             | 1 | 0     | 32    | 19    | 7     | 6   | 66.67%      | 59      | 29      | +30     |         |         |         |         |
| Flamengo · Brasil              | Total        | Total        | 10    | 3    | 3    | 4    | -    | 15    | 11   | 2    | 2    | 6     | 5  | 1             | 0             | -             | 1             | 0             | 1 | 0     | 32    | 19    | 7     | 6   | 66.67%      | 59      | 29      | +30     |         |         |         |         |
| Salernitana · Italia           | 1.ª          | 2022-23      | 16    | 4    | 9    | 3    | 15.º | -     | -    | -    | -    | -     | -  | -             | -             | -             | -             | -             | - | -     | 16    | 4     | 9     | 3   | 43.75%      | 23      | 20      | +3      |         |         |         |         |
| Salernitana · Italia           | 1.ª          | 2023-24      | 8     | 0    | 3    | 5    | Inc. | 1     | 1    | 0    | 0    | -     | -  | -             | -             | -             | -             | -             | - | -     | 9     | 1     | 3     | 5   | 22.22%      | 5       | 17      | -12     |         |         |         |         |
| Salernitana · Italia           | Total        | Total        | 24    | 4    | 12   | 8    | -    | 1     | 1    | 0    | 0    | -     | -  | -             | -             | -             | -             | -             | - | -     | 25    | 5     | 12    | 8   | 36%         | 28      | 37      | -9      |         |         |         |         |
| Shabab Al-Ahli · EAU           | 1.ª          | 2024-25      | 26    | 19   | 6    | 1    | 1.º  | 11    | 7    | 3    | 1    | 12    | 7  | 3             | 2             | 1/4           | 2             | 1             | 1 | 0     | 51    | 34    | 13    | 4   | 75.17%      | 114     | 56      | +58     |         |         |         |         |
| Shabab Al-Ahli · EAU           | 1.ª          | 2025-26      | 1     | 1    | 0    | 0    | -    | 0     | 0    | 0    | 0    | 0     | 0  | 0             | 0             | -             | 0             | 0             | 0 | 0     | 1     | 1     | 0     | 0   | 100%        | 2       | 0       | +2      |         |         |         |         |
| Shabab Al-Ahli · EAU           | Total        | Total        | 27    | 20   | 6    | 1    | -    | 11    | 7    | 3    | 1    | 12    | 7  | 3             | 2             | -             | 2             | 1             | 1 | 0     | 52    | 35    | 13    | 4   | 75.64%      | 116     | 56      | +60     |         |         |         |         |
| Total clubes                   | Total clubes | Total clubes | 397   | 182  | 112  | 103  | -    | 76    | 50   | 11   | 15   | 79    | 37 | 20            | 22            | -             | 5             | 2             | 3 | 0     | 557   | 271   | 146   | 140 | 57.39%      | 890     | 612     | +278    |         |         |         |         |
| 1. 2. 3.                       |              |              |       |      |      |      |      |       |      |      |      |       |    |               |               |               |               |               |   |       |       |       |       |     |             |         |         |         |         |         |         |         |

##### Selección
| Polonia             | 2020-21             | -   | -   | -   | -   | - | 10 | 6  | 2  | 2  | 3  | 0  | 1  | 2  | FG | 2 | 0 | 2 | 0 | 15  | 6   | 5   | 4   | 51.11% | 37  | 20  | +17  |
| Total selección     | Total selección     | -   | -   | -   | -   | - | 10 | 6  | 2  | 2  | 3  | 0  | 1  | 2  | -  | 2 | 0 | 2 | 0 | 15  | 6   | 5   | 4   | 51.11% | 37  | 20  | +17  |
| Total en su carrera | Total en su carrera | 397 | 182 | 112 | 103 | - | 86 | 56 | 13 | 17 | 82 | 37 | 21 | 24 | -  | 7 | 2 | 5 | 0 | 572 | 277 | 151 | 144 | 57.23% | 927 | 632 | +295 |

#### Resumen por competiciones
| Competición                             | Partidos | Ganados | Empatados | Perdidos | %      | Resultado              |
| Clubes                                  | Clubes   | Clubes  | Clubes    | Clubes   | Clubes | Clubes                 |
| --------------------------------------- | -------- | ------- | --------- | -------- | ------ | ---------------------- |
| EFL Championship                        | 79       | 25      | 31        | 23       | 44.73% | 7.º lugar              |
| FA Cup                                  | 3        | 0       | 1         | 2        | 11.11% | Tercera ronda          |
| EFL Cup                                 | 5        | 4       | 0         | 1        | 80%    | Tercera ronda          |
| Nemzeti Bajnokság I                     | 47       | 28      | 8         | 11       | 65.24% | Subcampeón             |
| Copa de Hungría                         | 8        | 6       | 1         | 1        | 79.17% | Semifinales            |
| Copa de la liga de Hungría              | 17       | 12      | 3         | 2        | 76.47% | Campeón                |
| Supercopa de Hungría                    | 2        | 1       | 1         | 0        | 66.67% | Campeón                |
| Liga Premier de Israel                  | 36       | 26      | 6         | 4        | 77.78% | Campeón                |
| Copa de Israel                          | 1        | 0       | 0         | 1        | 0%     | Segunda ronda          |
| Superliga de Suiza                      | 36       | 24      | 6         | 6        | 72.23% | Campeón                |
| Copa de Suiza                           | 6        | 5       | 0         | 1        | 83.33% | Subcampeón             |
| Serie A                                 | 100      | 38      | 34        | 28       | 49.33% | 5.º lugar              |
| Copa Italia                             | 4        | 2       | 0         | 2        | 50%    | Cuartos de final       |
| Superliga de China                      | 24       | 7       | 6         | 11       | 37.5%  | 13.º lugar             |
| Copa de China de fútbol                 | 2        | 1       | 1         | 0        | 66.67% | Octavos de final       |
| Ligue 1                                 | 38       | 11      | 12        | 15       | 39.48% | 12.º lugar             |
| Copa de Francia                         | 2        | 1       | 0         | 1        | 50%    | Sexta ronda            |
| Copa de la Liga de Francia              | 2        | 1       | 0         | 1        | 50%    | Octavos de final       |
| Brasileirão                             | 10       | 3       | 3         | 4        | 40%    | 14.º lugar             |
| Copa de Brasil                          | 2        | 2       | 0         | 0        | 100%   | Tercera ronda          |
| Campeonato Carioca                      | 13       | 9       | 2         | 2        | 74.36% | Subcampeón             |
| Supercopa de Brasil                     | 1        | 0       | 1         | 0        | 33.33% | Subcampeón             |
| UAE Pro League                          | 27       | 19      | 6         | 1        | 77.78% | Campeón                |
| Copa Presidente EAU                     | 4        | 4       | 0         | 0        | 100%   | Campeón                |
| Copa de Liga de los EAU                 | 7        | 3       | 3         | 1        | 57.15% | Subcampeón             |
| Supercopa de los Emiratos Árabes Unidos | 1        | 0       | 1         | 0        | 33.33% | Campeón                |
| Supercopa UAE-Catar                     | 1        | 1       | 0         | 0        | 100%   | Campeón                |
| Liga de Campeones de la UEFA            | 14       | 5       | 3         | 6        | 42.85% | Octavos de final       |
| Liga Europa de la UEFA                  | 36       | 15      | 10        | 11       | 50.93% | Dieciseisavos de final |
| Liga de Campeones de Élite de la AFC    | 13       | 6       | 3         | 4        | 53.84% | Cuartos de final       |
| Liga de Campeones de la AFC 2           | 10       | 6       | 3         | 1        | 70%    | Cuartos de final       |
| Copa Libertadores                       | 6        | 5       | 1         | 0        | 88.89% | Fase de grupos         |
| Total clubes                            | 557      | 271     | 146       | 140      | 57.39% | 9 Títulos              |
| Selección                               |          |         |           |          |        |                        |
| Clasificatorias Mundial                 | 10       | 6       | 2         | 2        | 66.67% | Fase de grupos         |
| Eurocopa                                | 3        | 0       | 1         | 2        | 11.11% | Fase de grupos         |
| Amistosos                               | 2        | 0       | 2         | 0        | 33.33% | +0 PG                  |
| Total selección                         | 15       | 6       | 5         | 4        | 51.11% | Sin Títulos            |
| Total en su carrera                     | 572      | 277     | 151       | 144      | 57.23% | 9 Títulos              |

## Palmarés y distinciones

### Como jugador

#### Títulos nacionales
| Título                | Club              | País     | Año     |
| --------------------- | ----------------- | -------- | ------- |
| Supercopa de Portugal | S. L. Benfica     | Portugal | 1989    |
| Primeira Divisão      | S. L. Benfica     | Portugal | 1990-91 |
| Copa de Portugal      | S. L. Benfica     | Portugal | 1992-93 |
| Serie A               | Juventus de Turín | Italia   | 1994-95 |
| Copa Italia           | Juventus de Turín | Italia   | 1994-95 |
| Supercopa de Italia   | Juventus de Turín | Italia   | 1995    |
| Supercopa de Alemania | Borussia Dortmund | Alemania | 1996    |

#### Títulos internacionales
| Título                        | Equipo                       | Sede           | Año     |
| ----------------------------- | ---------------------------- | -------------- | ------- |
| Copa Mundial de Fútbol sub-20 | Selección de Portugal sub-20 | Arabia Saudita | 1989    |
| Liga de Campeones             | Juventus de Turín            | Roma           | 1995-96 |
| Liga de Campeones             | Borussia Dortmund            | Múnich         | 1996-97 |
| Copa Intercontinental         | Borussia Dortmund            | Tokio          | 1997    |

### Como entrenador

#### Títulos nacionales
| Título                                  | Club                   | País    | Año     |
| --------------------------------------- | ---------------------- | ------- | ------- |
| Supercopa de Hungría                    | Videoton F. C.         | Hungría | 2011    |
| Copa de la liga                         | Videoton F. C.         | Hungría | 2011-12 |
| Supercopa de Hungría                    | Videoton F. C.         | Hungría | 2012    |
| Liga Premier                            | Maccabi Tel Aviv F. C. | Israel  | 2013-14 |
| Superliga                               | F. C. Basilea          | Suiza   | 2014-15 |
| Supercopa de los Emiratos Árabes Unidos | Shabab Al-Ahli         | EAU     | 2024    |
| UAE Pro League                          | Shabab Al-Ahli         | EAU     | 2024-25 |
| Copa Presidente EAU                     | Shabab Al-Ahli         | EAU     | 2024-25 |

### Distinciones individuales
| Distinción   | Año  |
| ------------ | ---- |
| Guerin d'Oro | 1995 |